# 2017 aux Tonga
Cet article présente les faits marquants de l'année 2017 aux Tonga.

## Évènements
- 19 février : Mort de la reine Halaevalu Mataʻaho (née le 29 mai 1926), reine-mère des Tonga, veuve du roi Taufaʻahau Tupou IV et mère des rois George Tupou V et Tupou VI[1].
- 15 mai : Les Tonga renoncent, pour des raisons économiques, à être le pays hôte des Jeux du Pacifique de 2019, dont l'organisation leur avait été attribuée en 2012[2].
- 25 août : Le roi Tupou VI, limoge subitement le Premier ministre démocrate ʻAkilisi Pohiva et ordonne la tenue d'élections anticipées pour le 16 novembre[3]. Le lendemain, le roi stipule que le gouvernement Pohiva servira de gouvernement par intérim jusqu'aux élections[4]. Le Parti démocrate remporte nettement les élections, obtenant pour la première fois la majorité absolue des sièges[5].